# Mel Daniels
Melvin Joe "Mel" Daniels (Detroit, Míchigan, 20 de julio de 1944-Sheridan, Indiana, 30 de octubre de 2015) fue un baloncestista estadounidense que jugó 8 temporadas en la ABA y una más en la NBA. Con 2,06 metros de estatura, lo hacía en la posición de pívot.

## Trayectoria deportiva

### Universidad
Jugó durante tres temporadas con los Lobos de la Universidad de Nuevo México, en las que promedió 20 puntos y 11 rebotes por partido.

### Profesional
Fue elegido en la séptima posición del draft de 1967 por los Cincinnati Royals, y fue también por los Minnesota Muskies de la ABA. Eligió jugar en la ABA, y se convirtió en uno de los jugadores más grandes de esta liga.
Daniels fue el Rookie de la temporada 1967-68 en la ABA antes de ser transferido a los Indiana Pacers, entonces miembro de la ABA y actualmente de la NBA. Daniels fue el MVP de la ABA en los años 1969 y 1971, además consiguió liderar a los Pacers a tres campeonatos de la ABA. Daniels jugó en site ABA All-Star Games, y fue nombrado MVP del ABA All-Star Game en 1971. Daniels consiguió grandes marcas en cuanto a rebotes y es el líder de la ABA en el total de rebotes (9.494) y en el promedio de rebotes por partido (15,1 rebounds per game). Daniels jugó brevemento para la NBA en los New York Nets en la temporada 1976-77.
Después de su etapa como jugador, Daniels se sumó como entrenador al personal de su colegio, Bob King, en el Estado de Indiana, donde se entrenó la estrella Larry Bird. Daniels entró como dirigente en los Indiana Pacers en 1986 y trabajó como Director del Personal de Jugadores.
Desde 2012, Daniels forma parte del Naismith Memorial Basketball Hall of Fame en Springfield, Massachusetts, junto a jugadores de la ABA como: Connie Hawkins (1992), Dan Issel (1993) y David Thompson (1996).
Daniels era uno de los cuatro jugadores que tienen retirado un número (#34) en los Indiana Pacers (los otros son Roger Brown, Reggie Miller y George McGinnis).